# Coppock
Coppock è un comune degli Stati Uniti d'America, situato nello Stato dell'Iowa, diviso tra la contea di Henry, la contea di Washington e la contea di Jefferson.